# Ciudad Lineal
Ciudad Lineal è uno dei distretti in cui è suddivisa la città di Madrid, in Spagna. Viene identificato col numero 15.

## Geografia fisica
Il distretto si trova a est del centro della città.

### Suddivisione
Il distretto è suddiviso amministrativamente in 9 quartieri (Barrios):
- Atalaya
- Colina
- Concepción
- Pinar de Chamartín (detto anche Costillares)
- Pueblo Nuevo
- Quintana
- San Juan Bautista
- San Pascual
- Ventas

## Storia
Il nome del distretto, Città lineare, deriva dall'organizzazione urbanistica ideata dall'architetto Arturo Soria y Mata nel 1886.